# 신이마미야에키마에 정류장
신이마미야에키마에 정류장(일본어: 新今宮駅前停留場, しんいまみやえきまえていりゅうじょう)은 일본 오사카부 오사카시 니시나리구에 있는 한카이 전기 궤도의 정류장이다. 역 번호는 HN52이다. 2014년 12월 1일, 미나미카스미초 정류장(일본어: 南霞町停留場, みなみかすみちょうていりゅうじょう)에서 명칭이 변경되었다.

## 이용 가능 철도 노선
- 한카이 전기 궤도
  - 한카이 선

또한, 이하의 노선의 역과도 근접하고 있다.
- JR 서일본(신이마미야 역)
  - 간사이 본선(야마토지 선)
  - 오사카 순환선
- 난카이 전기철도(신이마미야 역)
  - 난카이 본선(NK03)
  - 타카 노선
- 오사카 시영 지하철(도부쓰엔마에 역)
  - 미도스지 선(M22)
  - 사카이스지 선(K19)

## 정류장 구조
JR 서일본 신이마미야역 히가시구치 인근 고가 밑에 상대식 2면 2선의 구조이다. 명칭 변경 전에는 안내 방송에서 "신이마미야마에"라고 병칭되었다. 창구가 있어, 에비스초 행에 관해서는 오전 중에 집찰 업무를 하였지만 2014년 3월 1일의 다이아 개정으로 폐지되었다.

## 역 주변
- 덴노지 공원
  - 덴노지 동물원
- 신세계
  - 쓰텐카쿠
  - 잔잔요코초(난요우토도리 상점가)
- 아이린 지구
  - 아이린 근로 복지 센터(오사카 사회 의료 센터 부속 병원)
  - 오사카 구령 회관
- 스파월드
- 다이소 신이마미야점
- MEGA 돈 키호테 신세카이점
- 오사카 시립 신이마미야 초등학교・이마미야 중학교
- 오사카 부립 이마미야 고등학교

## 역사
- 1911년 12월 1일: 한카이 전기 궤도(구)의 에비스초 ~ 이치노초(현, 오쇼코지) 구간을 개통했을 때 설치.
- 1915년 6월 21일: 회사 합병으로 난카이 철도에 승계됨.
- 1938년 4월 21일: 오사카 시영 지하철의 도부쓰엔마에 역이 개업하고 환승역이 됨.
- 1944년 6월 1일: 간사이 급행 철도와 난카이 철도의 합병으로 긴키 닛폰 철도의 역이 됨.
- 1947년 6월 1일: 난카이 전기 철도 노선 양도로 인하여, 동사의 오사카 궤도선의 역이 됨.
- 1964년 3월 22일: 국철(현, JR 서일본)의 신이마미야 역이 개업하고 환승역이 됨.
- 1966년 12월 1일: 난카이 전기 철도 신이마미야 역이 개업하고 환승역이 됨.
- 1980년 12월 1일: 난카이의 오사카 궤도선이 분사되어 한카이 전기 궤도(신)의 역이 됨.
- 2014년 12월 1일: 정류장명을 "신이마미야에키마에"로 변경[2].

## 사진

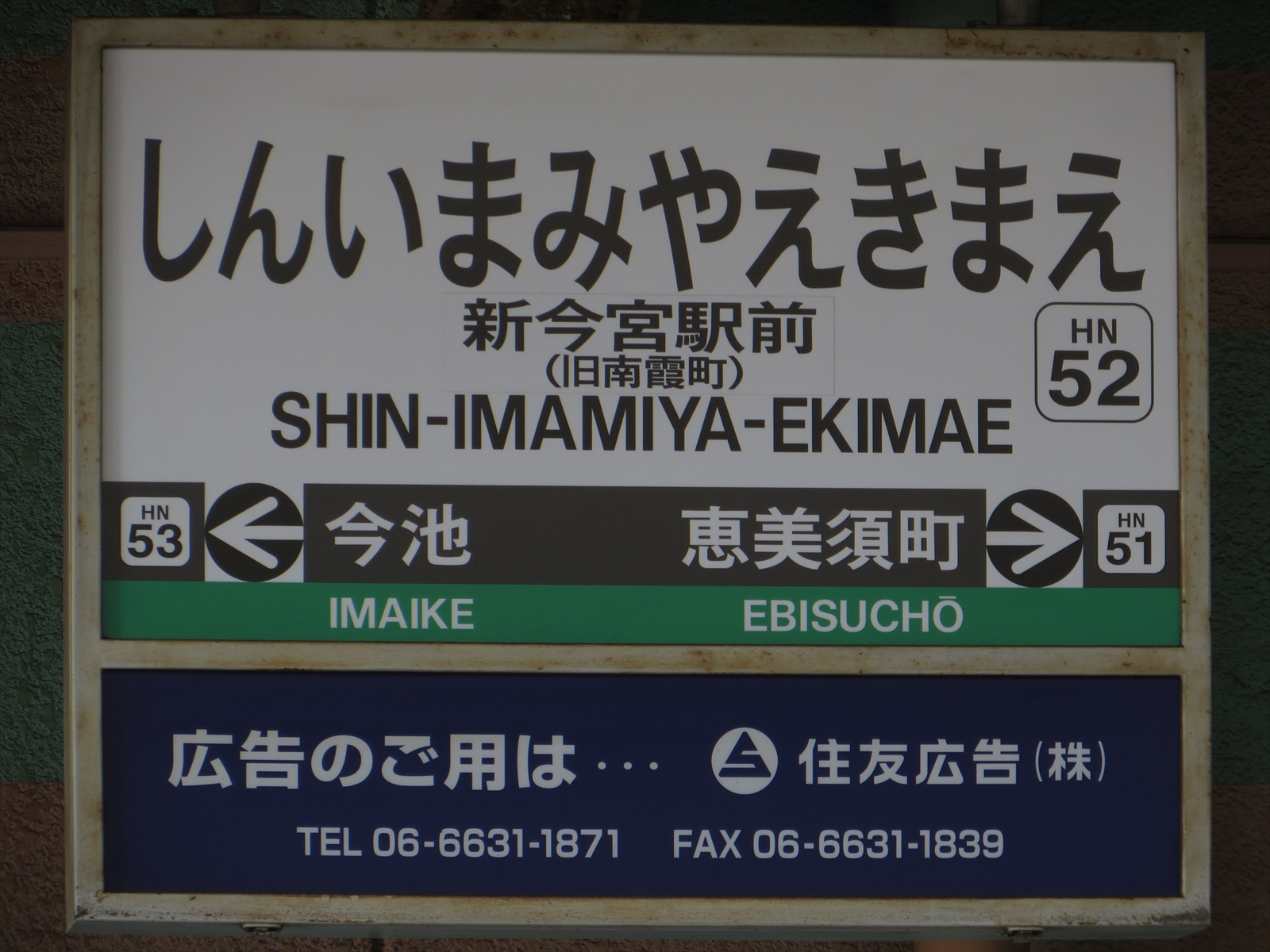
역명판

## 인접역
| 한카이 전기 궤도 ■ 한카이 선 | 한카이 전기 궤도 ■ 한카이 선 | 한카이 전기 궤도 ■ 한카이 선        |
| ---------------------------- | ---------------------------- | ----------------------------------- |
| HN51 에비스초 에비스초 방면  |                              | 이마이케 HN53 하마데라에키마에 방면 |